# Großer Preis von Schweden 1973
Der Große Preis von Schweden 1973 (offiziell IV Hitachi Grand Prix of Sweden) fand am 17. Juni auf dem Scandinavian Raceway in Anderstorp statt und war das siebte Rennen der Automobil-Weltmeisterschaft 1973.

## Berichte

### Hintergrund
Die Veranstalter wurden unter anderem durch die Erfolge von Ronnie Peterson motiviert, erstmals einen zur Weltmeisterschaft zählenden Großen Preis von Schweden durchzuführen.
Das Teilnehmerfeld war geringer als in den Läufen zuvor, da es insbesondere einige kleine Privatteams nicht schafften, die in Monaco an ihren Fahrzeugen entstandenen Schäden rechtzeitig zu beheben und nach Schweden zu reisen.
Ferrari verzichtete erneut auf Arturo Merzario und meldete nur einen Wagen für den Grand Prix. Stattdessen wollte der Einheimische Reine Wisell in einem privat eingesetzten March das Feld ergänzen. Es handelte sich um das Fahrzeug, das in Monaco von David Purley gefahren worden war.
Nanni Galli hatte nach dem Monaco-GP seinen Rückzug aus der Formel 1 erklärt und wurde für den Rest der Saison im zweiten Fahrzeug von Frank Williams durch wechselnde Fahrer ersetzt, die jeweils für ihren Einsatz zahlen mussten. Tom Belsø erhielt das Cockpit für den Schweden-GP und war somit der erste Däne in der Formel 1. Da er das Geld für den Rennstart nicht aufbringen konnte, musste er trotz geglückter Qualifikation auf das Rennen verzichten.
Graham Hill bestritt seinen 150. Grand Prix und war somit der erste Fahrer, der diese Anzahl an Rennteilnahmen aufweisen konnte.

### Training
Zu Freude der Zuschauer qualifizierte sich Lokalmatador Peterson für die Pole-Position. Die erste Reihe teilte er sich mit François Cevert. Die beiden Kontrahenten bezüglich des WM-Titels, Emerson Fittipaldi und Jackie Stewart, bildeten die zweite Startreihe.

### Rennen
Wisell beschädigte seinen Wagen in einer der Aufwärmrunden und konnte demzufolge nicht antreten.
Nachdem Mitglieder der GPDA bemängelt hatten, dass sich einige Fotografen in gefährlichen Positionen an der Strecke befanden, wurde das Rennen mit etwas Verspätung gestartet.
Emerson Fittipaldi gelang der beste Start, der ihn auf den zweiten Platz hinter seinem Teamkollegen Peterson brachte. Cevert, Stewart, Carlos Reutemann und Denis Hulme folgten, wobei zwischen den beiden letzteren in der vierten Runde die Platzierung wechselte.
Diese Reihenfolge blieb unverändert, bis Stewart in Runde 34 Cevert überholte und auf die beiden Lotus an der Spitze aufholte. Cevert, der Probleme mit den Reifen hatte, fiel in Runde 62 hinter Hulme zurück. Der Neuseeländer schloss zur Spitzengruppe auf und überholte in Runde 71 Fittipaldi, der wegen eines Getriebeproblems plötzlich langsamer wurde und kurze Zeit später ausfiel. Vier Runden vor Schluss gelangte Hulme auch an Stewart vorbei auf den zweiten Rang.
In der vorletzten Runde erwies sich Hulmes Entscheidung, auf härteren Reifen zu starten als die meisten Konkurrenten, als richtig. Er überholte Peterson, dessen weichere Reifen nicht mehr konkurrenzfähig waren und entriss ihm somit den greifbaren Heimsieg.

## Meldeliste
| Team                           | Nr. | Fahrer               | Chassis          | Motor                    | Reifen |
| ------------------------------ | --- | -------------------- | ---------------- | ------------------------ | ------ |
| John Player Team Lotus         | 01  | Emerson Fittipaldi   | Lotus 72E        | Ford Cosworth DFV 3.0 V8 | G      |
| John Player Team Lotus         | 02  | Ronnie Peterson      | Lotus 72E        | Ford Cosworth DFV 3.0 V8 | G      |
| Scuderia Ferrari SpA SEFAC     | 03  | Jacky Ickx           | Ferrari 312B3    | Ferrari 001/11 3.0 F12   | G      |
| Elf Team Tyrrell               | 05  | Jackie Stewart       | Tyrrell 006      | Ford Cosworth DFV 3.0 V8 | G      |
| Elf Team Tyrrell               | 06  | François Cevert      | Tyrrell 006      | Ford Cosworth DFV 3.0 V8 | G      |
| Yardley Team McLaren           | 07  | Denis Hulme          | McLaren M23      | Ford Cosworth DFV 3.0 V8 | G      |
| Yardley Team McLaren           | 08  | Peter Revson         | McLaren M23      | Ford Cosworth DFV 3.0 V8 | G      |
| Motor Racing Developments      | 10  | Carlos Reutemann     | Brabham BT42     | Ford Cosworth DFV 3.0 V8 | G      |
| Motor Racing Developments      | 11  | Wilson Fittipaldi    | Brabham BT42     | Ford Cosworth DFV 3.0 V8 | G      |
| Embassy Racing                 | 12  | Graham Hill          | Shadow DN1       | Ford Cosworth DFV 3.0 V8 | G      |
| STP March Racing Team          | 14  | Jean-Pierre Jarier   | March 731        | Ford Cosworth DFV 3.0 V8 | G      |
| Clarke-Mordaunt-Guthrie Racing | 15  | Mike Beuttler        | March 731        | Ford Cosworth DFV 3.0 V8 | G      |
| UOP Shadow Racing Team         | 16  | George Follmer       | Shadow DN1       | Ford Cosworth DFV 3.0 V8 | G      |
| UOP Shadow Racing Team         | 17  | Jackie Oliver        | Shadow DN1       | Ford Cosworth DFV 3.0 V8 | G      |
| Marlboro B.R.M.                | 19  | Clay Regazzoni       | BRM P160E        | BRM P142 3.0 V12         | F      |
| Marlboro B.R.M.                | 20  | Jean-Pierre Beltoise | BRM P160E        | BRM P142 3.0 V12         | F      |
| Marlboro B.R.M.                | 21  | Niki Lauda           | BRM P160E        | BRM P142 3.0 V12         | F      |
| Brooke Bond Oxo Team Surtees   | 23  | Mike Hailwood        | Surtees TS14A    | Ford Cosworth DFV 3.0 V8 | F      |
| Brooke Bond Oxo Team Surtees   | 24  | Carlos Pace          | Surtees TS14A    | Ford Cosworth DFV 3.0 V8 | F      |
| Frank Williams Racing Cars     | 25  | Howden Ganley        | Iso-Marlboro IR2 | Ford Cosworth DFV 3.0 V8 | F      |
| Frank Williams Racing Cars     | 26  | Tom Belsø            | Iso-Marlboro IR1 | Ford Cosworth DFV 3.0 V8 | F      |
| Team Pierre Robert             | 27  | Reine Wisell         | March 731        | Ford Cosworth DFV 3.0 V8 | G      |

## Klassifikationen

### Startaufstellung
| Pos. | Fahrer               | Konstrukteur | Zeit     | Ø-Geschwindigkeit | Start |
| ---- | -------------------- | ------------ | -------- | ----------------- | ----- |
| 01   | Ronnie Peterson      | Lotus-Ford   | 1:23,810 | 172,590 km/h      | 01    |
| 02   | François Cevert      | Tyrrell-Ford | 1:23,899 | 172,407 km/h      | 02    |
| 03   | Jackie Stewart       | Tyrrell-Ford | 1:23,912 | 172,381 km/h      | 03    |
| 04   | Emerson Fittipaldi   | Lotus-Ford   | 1:24,084 | 172,028 km/h      | 04    |
| 05   | Carlos Reutemann     | Brabham-Ford | 1:24,489 | 171,203 km/h      | 05    |
| 06   | Denis Hulme          | McLaren-Ford | 1:24,625 | 170,928 km/h      | 06    |
| 07   | Peter Revson         | McLaren-Ford | 1:24,937 | 170,300 km/h      | 07    |
| 08   | Jacky Ickx           | Ferrari      | 1:25,604 | 168,973 km/h      | 08    |
| 09   | Jean-Pierre Beltoise | B.R.M.       | 1:25,738 | 168,709 km/h      | 09    |
| 10   | Mike Hailwood        | Surtees-Ford | 1:25,776 | 168,635 km/h      | 10    |
| 11   | Howden Ganley        | Iso-Ford     | 1:25,800 | 168,587 km/h      | 11    |
| 12   | Clay Regazzoni       | B.R.M.       | 1:25,995 | 168,205 km/h      | 12    |
| 13   | Wilson Fittipaldi    | Brabham-Ford | 1:26,127 | 167,947 km/h      | 13    |
| 14   | Reine Wisell         | March-Ford   | 1:26,187 | 167,830 km/h      | 14    |
| 15   | Niki Lauda           | B.R.M.       | 1:26,211 | 167,784 km/h      | 15    |
| 16   | Carlos Pace          | Surtees-Ford | 1:26,255 | 167,698 km/h      | 16    |
| 17   | Jackie Oliver        | Shadow-Ford  | 1:26,305 | 167,601 km/h      | 17    |
| 18   | Graham Hill          | Shadow-Ford  | 1:26,382 | 167,452 km/h      | 18    |
| 19   | George Follmer       | Shadow-Ford  | 1:26,632 | 166,968 km/h      | 19    |
| 20   | Jean-Pierre Jarier   | March-Ford   | 1:26,874 | 166,503 km/h      | 20    |
| 21   | Mike Beuttler        | March-Ford   | 1:28,580 | 163,296 km/h      | 21    |
| 22   | Tom Belsø            | Iso-Ford     | 1:28,972 | 162,577 km/h      | DNS   |

### Rennen
| Pos. | Fahrer               | Konstrukteur | Runden | Stopps | Zeit        | Start | Schnellste Runde |
| ---- | -------------------- | ------------ | ------ | ------ | ----------- | ----- | ---------------- |
| 01   | Denis Hulme          | McLaren-Ford | 80     | 0      | 1:56:46,049 | 06    | 1:26,146 (07.)   |
| 02   | Ronnie Peterson      | Lotus-Ford   | 80     | 0      | + 4,039     | 01    | 1:26,352         |
| 03   | François Cevert      | Tyrrell-Ford | 80     | 0      | + 14,667    | 02    | 1:26,673         |
| 04   | Carlos Reutemann     | Brabham-Ford | 80     | 0      | + 18,068    | 05    | 1:27,094         |
| 05   | Jackie Stewart       | Tyrrell-Ford | 80     | 0      | + 25,998    | 03    | 1:26,591         |
| 06   | Jacky Ickx           | Ferrari      | 79     | 0      | + 1 Runde   | 08    | 1:27,766         |
| 07   | Peter Revson         | McLaren-Ford | 79     | 0      | + 1 Runde   | 07    | 1:27,677         |
| 08   | Mike Beuttler        | March-Ford   | 78     | 0      | + 2 Runden  | 21    | 1:29,171         |
| 09   | Clay Regazzoni       | B.R.M.       | 77     | 0      | + 3 Runden  | 12    | 1:29,567         |
| 10   | Carlos Pace          | Surtees-Ford | 77     | 1      | + 3 Runden  | 16    | 1:28,530         |
| 11   | Howden Ganley        | Iso-Ford     | 77     | 1      | + 3 Runden  | 11    | 1:28,574         |
| 12   | Emerson Fittipaldi   | Lotus-Ford   | 76     | 0      | DNF         | 04    | 1:26,542         |
| 13   | Niki Lauda           | B.R.M.       | 75     | 1      | + 5 Runden  | 15    | 1:28,708         |
| 14   | George Follmer       | Shadow-Ford  | 74     | 1      | + 6 Runden  | 19    | 1:29,119         |
| –    | Jean-Pierre Beltoise | B.R.M.       | 57     | 1      | DNF         | 09    | 1:27,804         |
| –    | Jackie Oliver        | Shadow-Ford  | 50     | 0      | DNF         | 17    | 1:27,497         |
| –    | Mike Hailwood        | Surtees-Ford | 41     | 0      | DNF         | 10    | 1:27,846         |
| –    | Jean-Pierre Jarier   | March-Ford   | 38     | 0      | DNF         | 20    | 1:28,700         |
| –    | Graham Hill          | Shadow-Ford  | 16     | 0      | DNF         | 18    | 1:30,108         |
| –    | Wilson Fittipaldi    | Brabham-Ford | 0      | 0      | DNF         | 13    | –                |
| DNS  | Reine Wisell         | March-Ford   | –      | –      | –           | 14    | –                |

## WM-Stände nach dem Rennen
Die ersten sechs des Rennens bekamen 9, 6, 4, 3, 2 bzw. 1 Punkt(e). In der Konstrukteurswertung zählten nur die Punkte des bestplatzierten Fahrers eines Teams. Es zählten nur die besten sieben Ergebnisse aus den ersten acht Rennen und die besten sechs aus den letzten sieben Rennen.

### Fahrerwertung
| Pos. | Fahrer               | Konstrukteur                | Punkte |
| ---- | -------------------- | --------------------------- | ------ |
| 01   | Emerson Fittipaldi   | Lotus-Ford                  | 41     |
| 02   | Jackie Stewart       | Tyrrell-Ford                | 39     |
| 03   | François Cevert      | Tyrrell-Ford                | 25     |
| 04   | Denis Hulme          | McLaren-Ford                | 19     |
| 05   | Peter Revson         | McLaren-Ford                | 11     |
| 06   | Ronnie Peterson      | Lotus-Ford                  | 10     |
| 07   | Arturo Merzario      | Ferrari                     | 6      |
| 08   | Jacky Ickx           | Ferrari                     | 6      |
| 09   | George Follmer       | Shadow-Ford                 | 5      |
| 10   | Carlos Reutemann     | Brabham-Ford                | 3      |
| 11   | Andrea de Adamich    | Surtees-Ford / Brabham-Ford | 3      |
| 12   | Jean-Pierre Beltoise | B.R.M.                      | 2      |
| 13   | Niki Lauda           | B.R.M.                      | 2      |
| 14   | Wilson Fittipaldi    | Brabham-Ford                | 1      |
| 15   | Clay Regazzoni       | B.R.M.                      | 1      |
| 16   | Chris Amon           | Tecno                       | 1      |

| Pos. | Fahrer             | Konstrukteur | Punkte |
| ---- | ------------------ | ------------ | ------ |
| 17   | Mike Beuttler      | March-Ford   | 0      |
| 18   | Howden Ganley      | Iso-Ford     | 0      |
| 19   | Henri Pescarolo    | March-Ford   | 0      |
| 20   | Carlos Pace        | Surtees-Ford | 0      |
| 21   | Mike Hailwood      | Surtees-Ford | 0      |
| 22   | Nanni Galli        | Iso-Ford     | 0      |
| 23   | Jody Scheckter     | McLaren-Ford | 0      |
| 24   | Graham Hill        | Shadow-Ford  | 0      |
| 25   | James Hunt         | March-Ford   | 0      |
| 26   | Jackie Oliver      | Shadow-Ford  | 0      |
| 27   | Luiz Bueno         | Surtees-Ford | 0      |
| –    | Jean-Pierre Jarier | March-Ford   | 0      |
| –    | Eddie Keizan       | Tyrrell-Ford | 0      |
| –    | Jackie Pretorius   | Iso-Ford     | 0      |
| –    | Dave Charlton      | Lotus-Ford   | 0      |
| –    | David Purley       | March-Ford   | 0      |

### Konstrukteurswertung
| Pos. | Konstrukteur | Punkte |
| ---- | ------------ | ------ |
| 01   | Tyrrell-Ford | 49     |
| 02   | Lotus-Ford   | 47     |
| 03   | McLaren-Ford | 26     |
| 04   | Ferrari      | 10     |
| 05   | Brabham-Ford | 7      |
| 06   | Shadow-Ford  | 5      |

| Pos. | Konstrukteur | Punkte |
| ---- | ------------ | ------ |
| 07   | B.R.M.       | 5      |
| 08   | Tecno        | 1      |
| 09   | March-Ford   | 0      |
| 10   | Iso-Ford     | 0      |
| 11   | Surtees-Ford | 0      |